# 神坂村
神坂村（みさかむら）は長野県南西部にあった西筑摩郡（現・木曽郡）の村。現在の岐阜県中津川市神坂・馬籠にあたる。
村名の由来は神坂峠に因む。

## 大字
- 神坂（みさか）
- 馬籠（まごめ）

## 寺院
湯舟沢
- 天徳寺（臨済宗妙心寺派）

馬籠
- 永昌寺（臨済宗妙心寺派）

## 沿革
奈良時代には神坂村を含む木曾谷は美濃国恵那郡に属していた。畿内と東国を結ぶ幹線であった東山道が通されたのもこの時期である。平安時代初期に神坂峠の急峻さに驚いた最澄は、峠越えの旅人のために広済院という布施屋を設置したと伝わる。
江戸時代は木曾谷全域が尾張藩領となり、木曽代官の山村氏に統治される。明治には廃藩置県により名古屋県筑摩郡に属し、その後筑摩県を経て長野県西筑摩郡の所属となる。
- 1874年（明治7年）9月7日 - 湯舟沢村および馬籠村が合併して、神坂村が発足。
- 1889年（明治22年）4月1日 - 町村制の施行により、神坂村が単独で自治体を形成。
- 1957年（昭和32年）3月18日 - 村議会で岐阜県中津川市の越県合併を決める。
- 1958年（昭和33年）
  - 10月14日 - 自治庁（現・総務省）の裁定により、峠・馬籠・荒町の区域が山口村に編入される。
  - 10月15日 - 湯舟沢の区域が岐阜県中津川市に編入される。同日神坂村廃止。

47年後の2005年（平成17年）2月13日には山口村も中津川市に編入され、旧神坂村の区域全体が中津川市に所属することとなった。